# JPV Marikina FC
El Japan Philippines Voltes Marikina Football Club  es un equipo de fútbol profesional de futbolistas japoneses que pertenece a la Philippines Football League de Filipinas y tiene sede en Marikina.

## Historia
Fue fundado en el 2009 con el nombre de Japan K-Line y es uno de los miembros fundadores de la United Football League, donde el equipo juega desde la Temporada 1 (2009-2010) quedando séptimo, en la del 2010-2011 quedó octavo y en la última temporada disputada (2011-2012) ha quedado décimo.
En 2014 cambio de nombre, paso de llamarse Manila All-Japan FC a Japan Philippines Voltes FC.